# Будинок на вулиці Саксаганського, 20 (Київ)
Будинок на вулиці Саксаганського, 20 — житловий будинок, пам'ятка культурної спадщини. Розташований у Голосіївському районі міста Києва на вулиці Саксаганського.

## Історія
Зведений наприкінці XIX — на початку XX століття. Під час Другої світової війни горів, був відновлений у 1948 році.

## Опис
Будинок стоїть на червоній лінії забудови, п'ятиповерховий, цегляний, односекційний. Чорні сходи винесені у ризаліт дворового фасаду, тому будинок у плані має дещо Т-подібний вигляд. Дах двосхилий, з бляшаним покриттям, перекриття пласкі.
Головний фасад має насичене зовнішнє оздоблення у цегляному стилі із елементами ренесансу і бароко. Фасад симетричний, на 9 вікон, головний вхід розташований на центральній осі та оформлений у вигляді рясно декорованого порталу із арковим світликом і завершенням у вигляді п'ятигранного щипця. На флангах головного фасаду розташовані два ряди балконів, на більшості з них збереглися ковані металеві ґрати у вигляді волютоподібних арабесок. З восьми балконів станом на 2016 рік були засклені чотири, що значною мірою спотворило загальний вигляд фасаду.
За допомогою різних архітектурних прийомів головний фасад візуально розділений на яруси, підкреслені горизонтальними гуртами та різним оформленням міжвіконних просторів. На першому поверсі — прямокутні вікна із замковим каменем, розділені простими лопатками. На другому поверсі — прямокутні вікна із замковим каменем та рослинним орнаментом у підвіконних тафлях, розділені рустованими лопатками із квадратними ліпними вставками-фільонками. Третій поверх оформлений подібно до другого, лише вікна мають не простий, а фігурний замковий камінь. Четвертий і п'ятий поверх візуально об'єднуються спільними модифікованими пілястрами, верх яких має зубчасте завершення, ліплені фільонки та накладні картуші. Вікна четвертого поверху прямокутні, прикрашені фігурним замковим каменем і підвіконними тафлями із рослинним орнаментом. Вікна останнього, п'ятого поверху аркові, із фігурними замковими каменями та рослинним орнаментом в антревольтах.

## Відомі мешканці

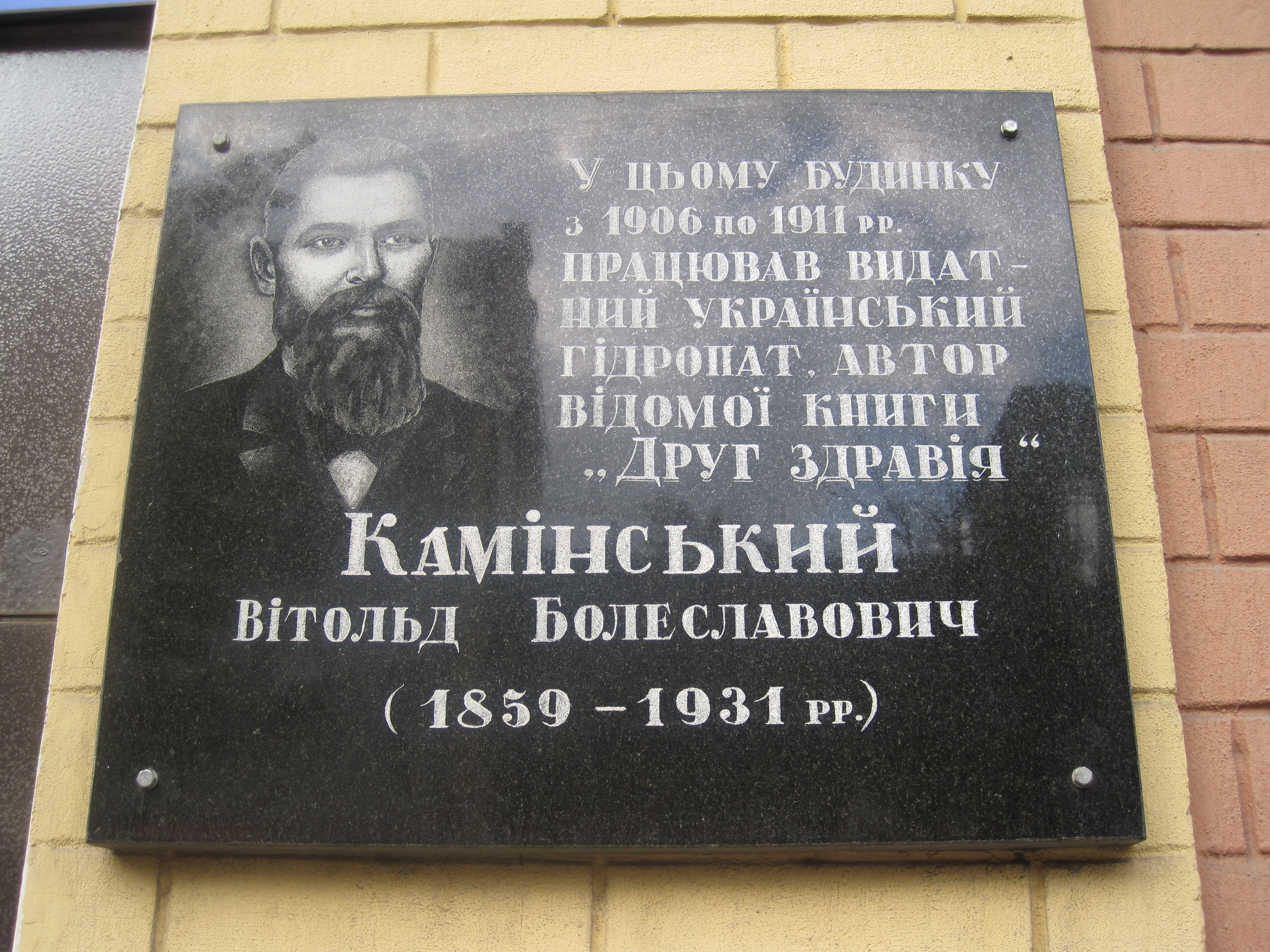
Меморіальна дошка Вітольду Камінському

У 1903 році в будинку мешкав більшовицький політичний і державний діяч, вчений-економіст Олександр Шліхтер.
У 1906—1911 роках у будинку працював український вчений-гідропат Вітольд Камінський, який відкрив тут водолікарню. На згадку про це на будинку встановлено меморіальну дошку.